# Aldo Donati
Aldo Donati (ur. 29 września 1910 w Budrio, zm. 3 listopada 1984), włoski piłkarz, pomocnik. Członek kadry na finały MŚ 38.
W Serie A debiutował jako nastolatek w barwach Bologna FC. W najwyższej klasie rozgrywkowej zdobył 4 bramki w 201 meczach. Z Bolonią dwukrotnie zdobył tytuł mistrza Włoch (1936, 1937). Po drugim mistrzostwie odszedł do Romy, w stolicy Włoch grał do 1943, w 1942 wywalczył swoje trzecie scudetto. Po wojnie krótko był zawodnikiem Interu.
W reprezentacji Włoch nie rozegrał ani jednego spotkania. Znalazł się jednak w kadrze na zwycięskie dla Italii MŚ 38.